# Жабляк
Жа́бляк (черног. Жабљак) — город в Черногории на севере страны, административный центр одноимённой общины. Население — 1937 жителей (2003).
В муниципалитете Жабляк проживают 4204 человек (на 2003 г.). Сам город расположен рядом с горным массивом Дурмитор на высоте 1456 м, что делает его наиболее высоко расположенным поселением на Балканах.

## История

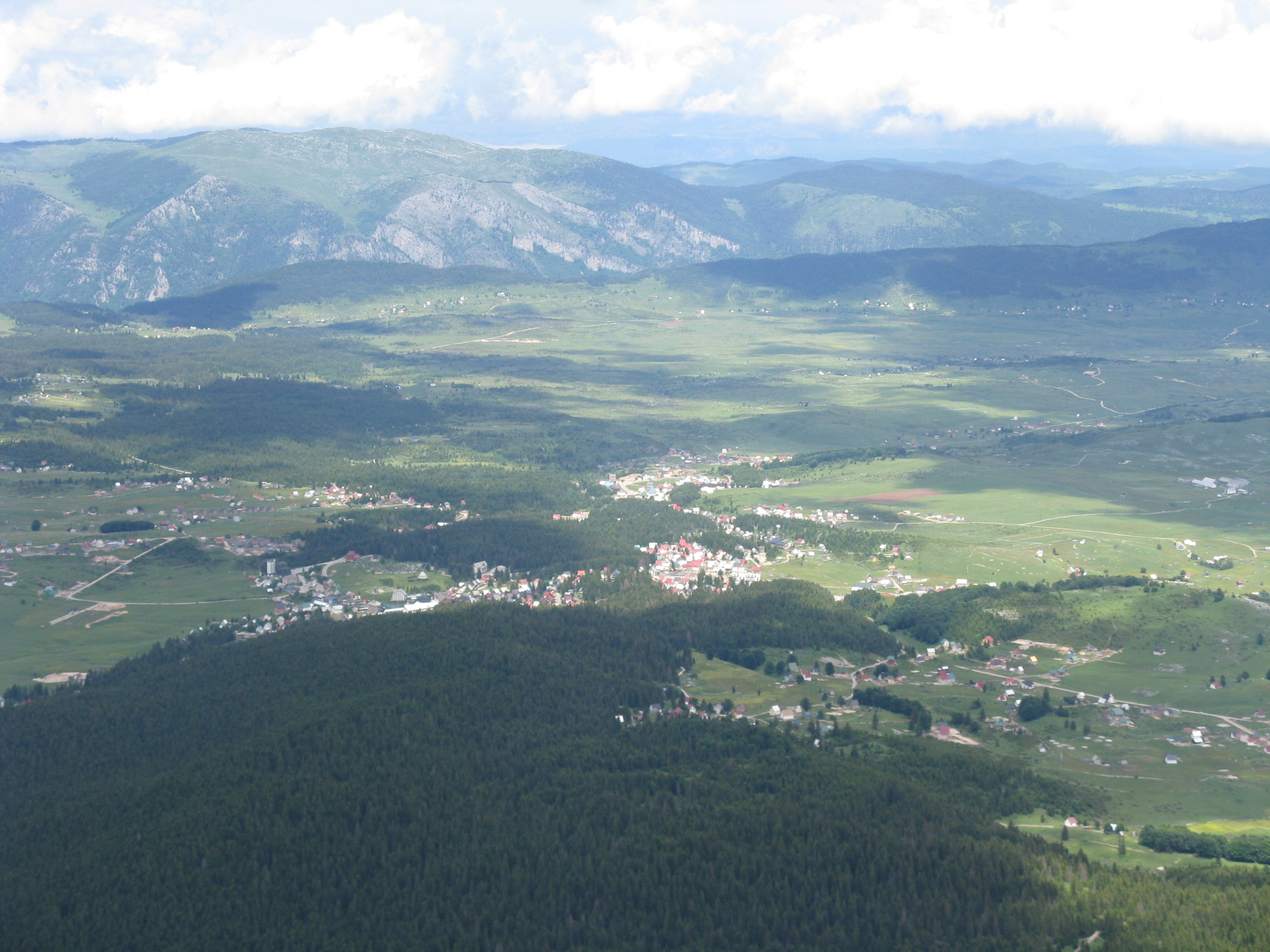
Вид на город

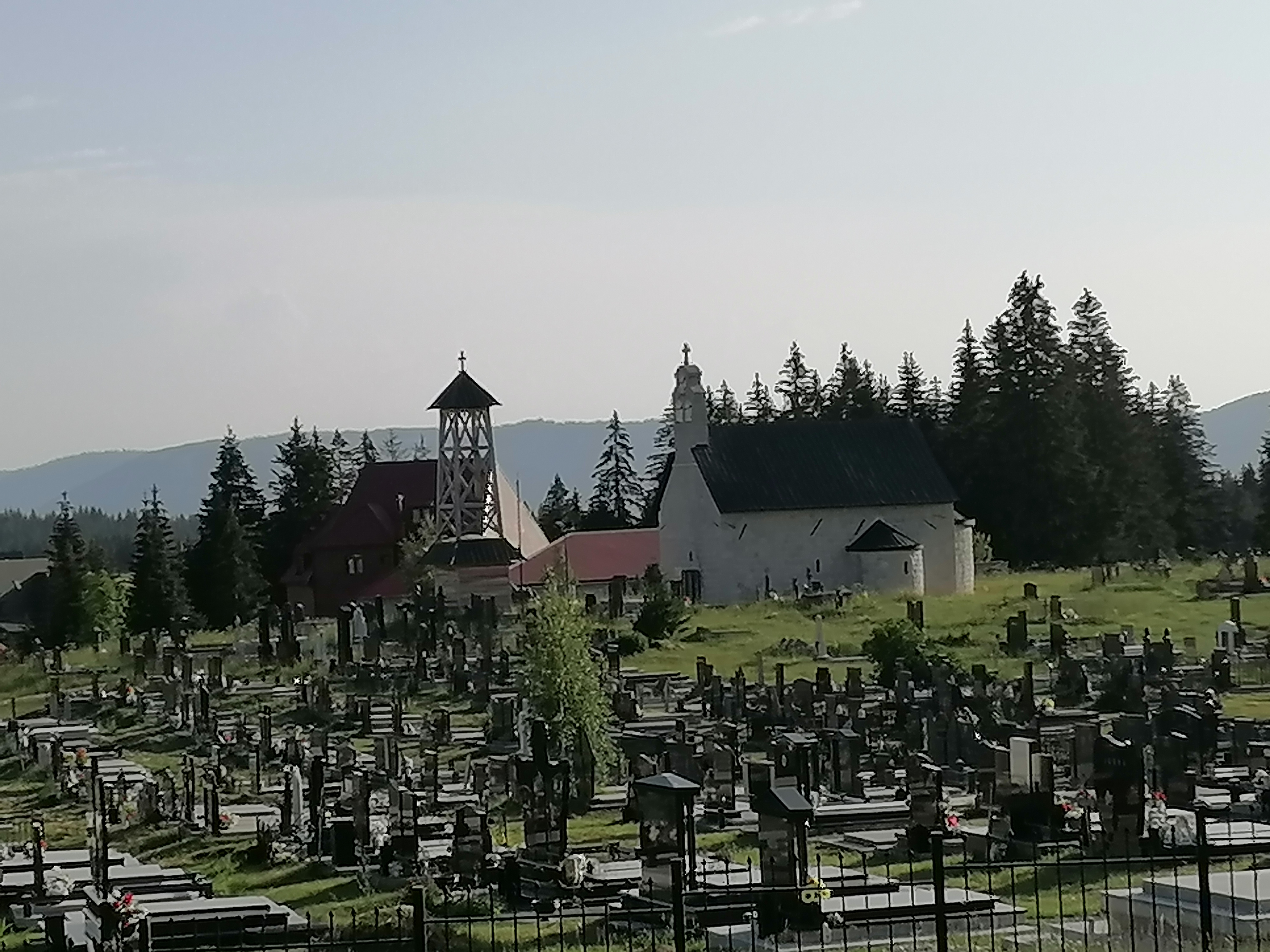
Церковь Сербской православной церкви Преображения Господня в Жабляке недалеко от Дурмитора

Первое славянское название этого места было «Варезина вода», вероятно из-за сильных источников питьевой воды, бьющих неподалёку. Позже город был переименован в «Гановы» или (изначально) «Ановы» из-за того, что тут отдыхали караваны. 
Сегодняшнее название возникло в 1870 году, когда были одновременно заложены школа и церковь. Однако почти все изначальные постройки были уничтожены в ходе Балканских войн. Осталось только здание старой церкви Святого Преображения, построенное в 1862 г. в знак победы в битве против турок. Вскоре после этого Жабляк получил статус города, были открыты несколько магазинов и кафе. Таким образом в 1880-е годы Жабляк становится центром торговли, превращаясь в административный центр региона.
До Второй мировой войны Жабляк — это маленький город с типичной архитектурой горного поселения. Уникальная природа этих мест притягивала туристов Королевства Югославии и из-за рубежа, особенно из Италии.
В ходе Второй мировой войны Жабляк был сожжён до основания. После войны город возродился и стал центром зимних видов спорта Черногории.

## Население

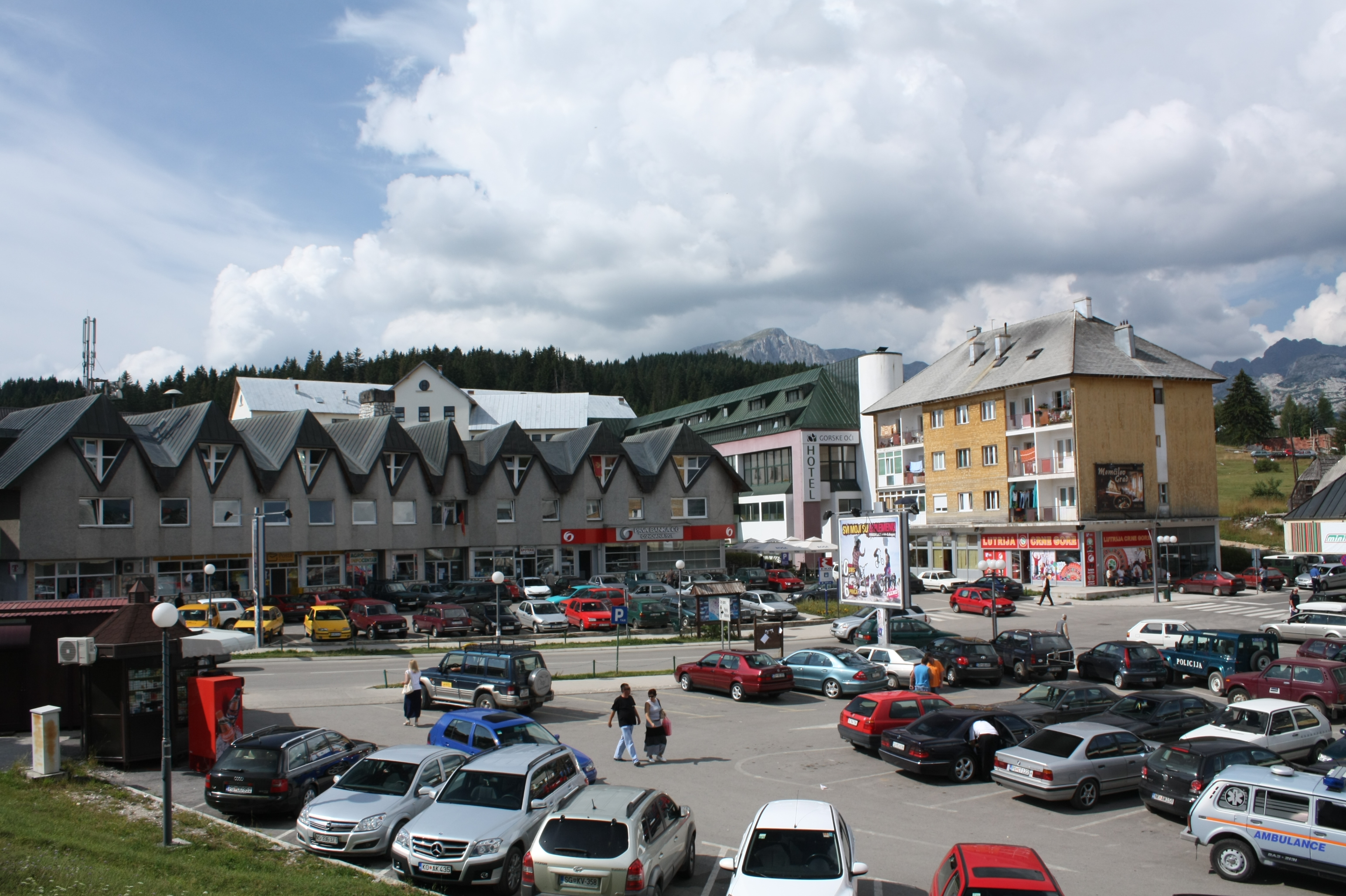
Главная площадь

Жабляк является административным центром муниципалитета Жабляк, население которого составляет 4204 человек. В самом городе живут 1937 человек, и в данном регионе поселений большего размера нет.
Население города Жабляк :
- по переписи 1981 года— 1379
- по переписи 1991 года— 1853
- по переписи 2003 года— 1937
- по предварительным данным переписи 2011 года - 1723

Национальный состав:
| Национальность            | Число (2003) | Процент (2003) | Число (2011) | Процент (2011) |
| ------------------------- | ------------ | -------------- | ------------ | -------------- |
| Черногорцы                | 903          | 46.61%         | 946          | 54.9%          |
| Сербы                     | 913          | 47.14%         | 635          | 36.85%         |
| Другие                    | 12           | 0.62%          | 22           | 1.28%          |
| Не назвали национальности | 109          | 5.63%          | 120          | 6.97%          |
| Всего                     | 1937         | 100%           | 1723         | 100%           |

## Туризм

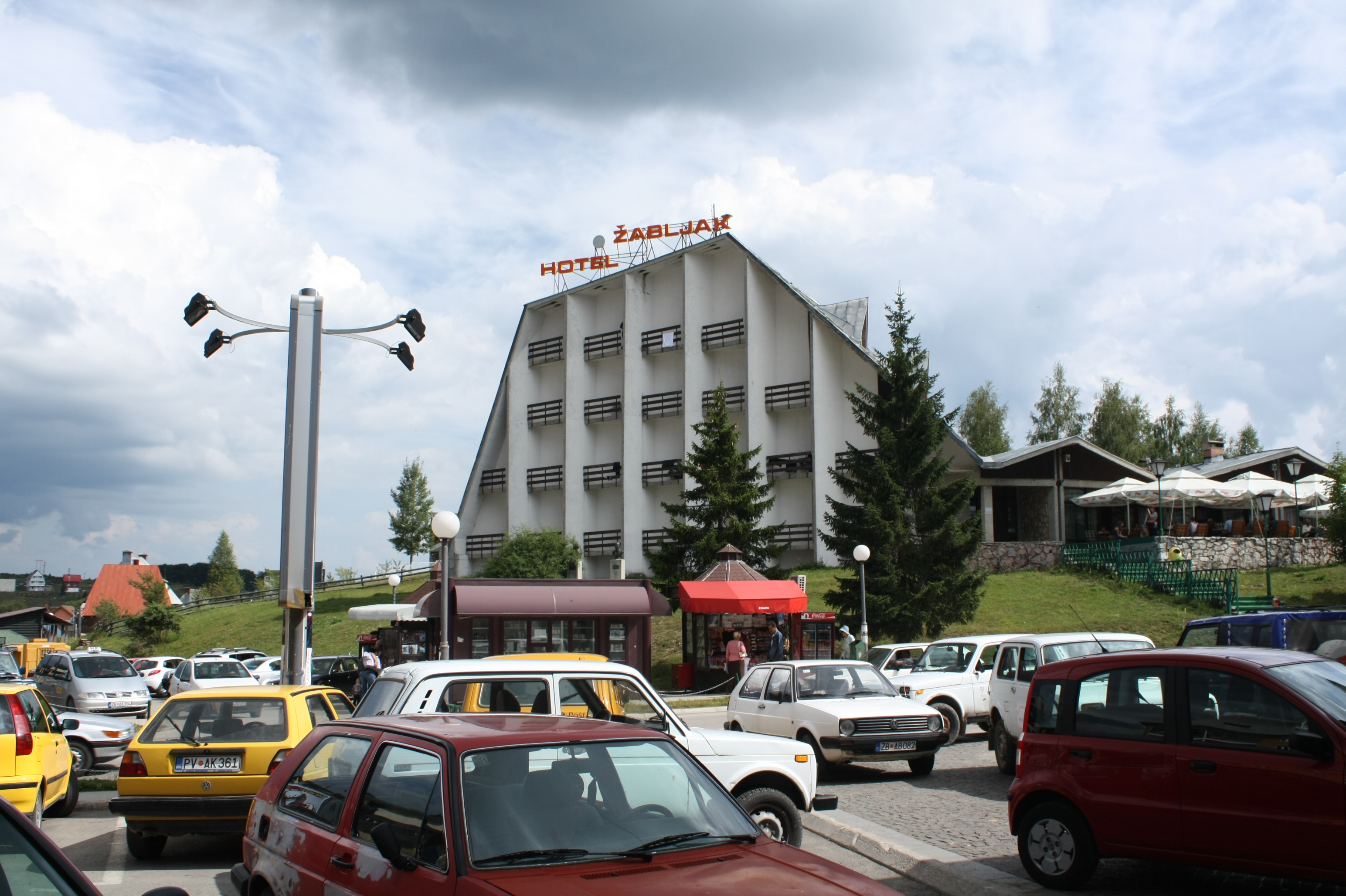
Горнолыжный отель «Жабляк»

Жабляк — центр горного туризма Черногории. Вся территория горного массива Дурмитор охраняется как национальный парк и предоставляет возможности заниматься летним и зимним горным туризмом.
- Лыжный спорт, сноубординг. Снег на Дурмиторе лежит 120 дней в году. Имеются склоны Savin kuk, Štuoc и Javorovača.
- Рафтинг. Каньон реки Тары (глубина до 1,3 км) занесён в список Всемирного наследия ЮНЕСКО. Сплав по Таре является одним из наиболее популярных видов туризма в Черногории.
- Альпинизм. Утёсы и склоны массива Дурмитор подходят для этого вида спорта.
- Пешеходный туризм. Вокруг города имеется множество пешеходных маршрутов.

Поблизости расположены 18 ледниковых озёр. Ближайшее к Жабляку озеро — Чёрное озеро (Crno jezero).

## Транспорт

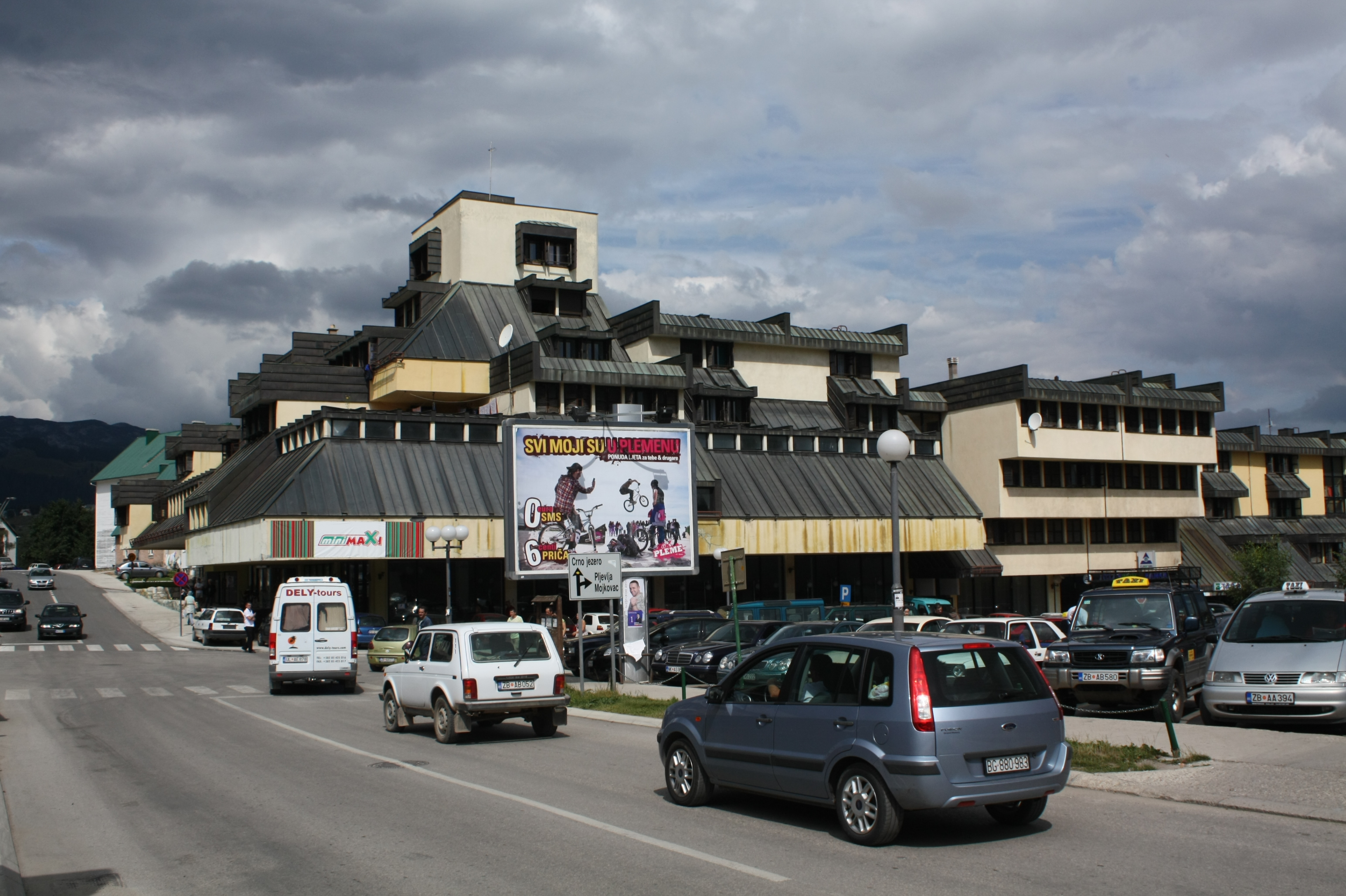
Центр Жабляка

Основная проблема, которая сдерживает развитие Жабляка в качестве горного курорта — это недостаток качественной дорожной инфраструктуры. За последние годы ситуация немного улучшилась. Основная связь Жабляка с остальной частью Черногории осуществляется дорогой на Мойковац и европейское шоссе E65, являющееся связкой черногорского побережья, Подгорицы и севера страны. Ещё одна дорога идёт через Шавник и Никшич к Рисану или Подгорице. 
Ближайший международный аэропорт - "Подгорица", расположенный около в 130 километрах от Жабляка. Также существует возможность трансфера из международного аэропорта Тиват.